# Hyalochiton
Hyalochiton is een geslacht van wantsen uit de familie van de Tingidae (netwantsen). Het geslacht werd voor het eerst wetenschappelijk beschreven door Géza Horváth in 1905.

## Soorten
Het genus bevat de volgende soorten:

- Hyalochiton colpochilus (Horváth, 1897)
- Hyalochiton komaroffii (Jakovlev, 1880)
- Hyalochiton multiseriatus (Reuter, 1888)
- Hyalochiton strumosus (Horváth, 1902)
- Hyalochiton syrmiensis (Horváth, 1897)